# Freaksville Records
Freaksville Records est un label discographique indépendant belge fondé en 2006 par Benjamin Schoos (alias Miam Monster Miam) et Jacques Duvall.

## Naissance du label
Conçu sur le mode d'un collectif d'artistes, Freaksville Records naît en 2006 de la parution simultanée de trois albums (Cyclus de Sophie Galet, Hantises de Phantom feat. Jacques Duvall et L'histoire de William Buckner de Miam Monster Miam) regroupés pour l'occasion sous une bannière commune.
Le nom Freaksville est une allusion au film culte Freaks (La Monstrueuse Parade en VF) du réalisateur américain Tod Browning.

## Direction artistique
Audacieux et indépendant, Freaksville Records se démarque par son esprit iconoclaste hors-norme.
Sous le terme French pop underground, la musique folk, le space-rock ou l’avant-garde électronique côtoient de manière jouissive le punk décadent, la chanson pop en français, les comics US, les séries B ou le rock garage mutant. 
Résolument prolifique, Freaksville Records conçoit ses productions sous l'angle de certaines contraintes créatives : les enregistrements sont réalisés en live, avec les musiciens du label, dans des délais rapides et des conditions parfois sommaires.

## Une aventure humaine
Freaksville possède un orchestre "familial" à géométrie variable, appelé alternativement Anticonstitutionnellement Orchestra, Phantom ou encore les Loved Drones. Il est composé de Miam Monster Miam (guitare et claviers), Pascal Schyns (basse), Brian Carney (claviers), Marc Morgan (guitare), Jampur Fraize (guitare), Jérôme Danthinne (batterie),  Jérôme Mardaga (guitare), Mademoiselle Nineteen (chœurs), Philippe Laurent (trompette), Sophie Galet (chant, batterie), Geoffroy Degand (batterie), Henri Graetz (violon) ou Calo Marotta (basse). 
Au-delà de ce noyau de base, le label Freaksville est épaulé par une nébuleuse de collaborateurs occasionnels. Citons notamment Michel Moers (ex-membre du groupe Telex, auteur de la chanson J'aurai ta peau) et le regretté Marc Moulin (ex-membre du groupe Telex, compositeur du titre Je vois dans le noir) sur l'album La femme plastique de Miam Monster Miam & les Loved Drones (2010), l'actrice Isabelle Wéry et le dessinateur Pierre La Police, respectivement chanteuse et auteur de la pochette pour l'album Megaphone's Judas de Juan D'oultremont (2009), ou encore le compositeur Gimmi Pace (My Little Cheap Dictaphone), arrangeur du titre Je ne vois que vous de Mademoiselle Nineteen (2010). 
Parmi les ingénieurs du son et producteurs, citons Dan Lacksman (ex-membre du groupe Telex et producteur pour Alain Chamfort, Lio, Étienne Daho, Toots Thielemans), Kramer (ex-bassiste du groupe américain Butthole Surfers et producteur de groupes tels que  Low, Half Japanese, Urge Overkill, White Zombie, ou d'artistes tels que Will Oldham ou Daniel Johnston), Gilles Martin (ingénieur du son et producteur pour DEUS, Christophe Miossec, Dominique A, Front 242, Polyphonic Size, Minimal Compact ou Girls in Hawaii) et plus récemment Maxime Wathieu (chanteur et guitariste du jeune groupe belge The Mash).

## Freaksville sur scène
Sous les appellations Freaksville Café, Cabaret Freaksville ou Freaksville Party, la famille Freaksville apparaît sur des scènes européennes (Paris, Bruxelles, Londres, Berlin) dans une sorte de cabaret pop autour du groupe-maison, les artistes fétiches du label défilant tour à tour sur scène: Lio, Marie France, Jacques Duvall, Miam Monster Miam, et plus occasionnellement Lætitia Sadier (chanteuse de Stereolab) ou encore Jad Fair (chanteur et guitariste du groupe Half Japanese). 
C'est lors de l'une de ces mémorables soirées que le label a fêté ses cinq ans d'activité intense, le 19 janvier 2011 au Botanique à Bruxelles.
Freaksville Records est également sur la route pour des tournées montées dans des conditions inégales et souvent rocambolesques.

## Économie et politique
Le point commun des disques Freaksville découle d’une contrainte économique : chaque projet est entrepris avec un budget serré, mais bénéficie du soutien enthousiaste et du savoir-faire des membres actifs du label dont les compétences couvrent la totalité des tâches nécessaires à la réalisation d'un album (studio, prise de son, graphisme, webdesign, réseaux sociaux, etc). 
Adepte d'une économie alternative, Freaksville Records situe son champ d'activité en marge de l'industrie musicale traditionnelle et se concentre sur une forme de microstructure dotée d'une identité très forte.
Freaksville Records considère le Do it yourself comme une véritable expertise issue de la génération Punk, visant à contrecarrer le modèle insoluble actuellement incarné par les  majors companies : capitalisme et inertie.

## Le Single Club
Lancé en 2010, le Single Club est une nouvelle vitrine où le label s’essaye à d’autres genres musicaux et entend répondre à l’air du temps (le format single personnifié par l’iPod), tout en rejouant la carte des glorieuses productions de l'ère du 45 tours. En pratique, une fois par mois : une chanson à découvrir, plutôt pop et uniquement disponible en format digital. 
L'artiste qui représente sans doute le mieux cette nouvelle tendance Freaksville est Mademoiselle Nineteen, nouvelle muse du tandem Jacques Duvall/Miam Monster Miam, dont deux singles (Je ne vois que vous et Le chagrin et l’amour) sont parus à ce jour. On peut également noter le single Worlds Away chanté par Mark Gardener (ex-Ride) accompagné du jeune trio liégeois James Race.

## Artistes du label
- Alain Chamfort
- Android 80
- Anticonstitutionnellement Orchestra
- April March & Aquaserge
- Bacon Caravan Creek
- Benjamin Schoos
- Charles Blistin
- Coralie Clément
- Deadride Phantom
- Juan d'Oultremont
- Jacques Duvall
- Élisa Point
- Patrick Eudeline
- Sophie Galet
- Goldenboy
- Jacques Stotzem
- Jean-Jacques Perrey et David Chazam
- King Lee
- Kryptonica !
- La Féline
- Lio
- Mademoiselle Nineteen
- Man from Uranus
- Marc Desse
- Marc Morgan
- Marie France
- Mark Gardener
- Miam Monster Miam
- Michel Moers
- Miqui Puig
- NOW
- oG musique
- Phantom
- Richard Brett
- Rockhausen
- Lætitia Sadier
- Stef Kamil Carlens
- The Loved Drones
- Ufo Goes Ufa
- Will Z.